# Pavilhões Güell

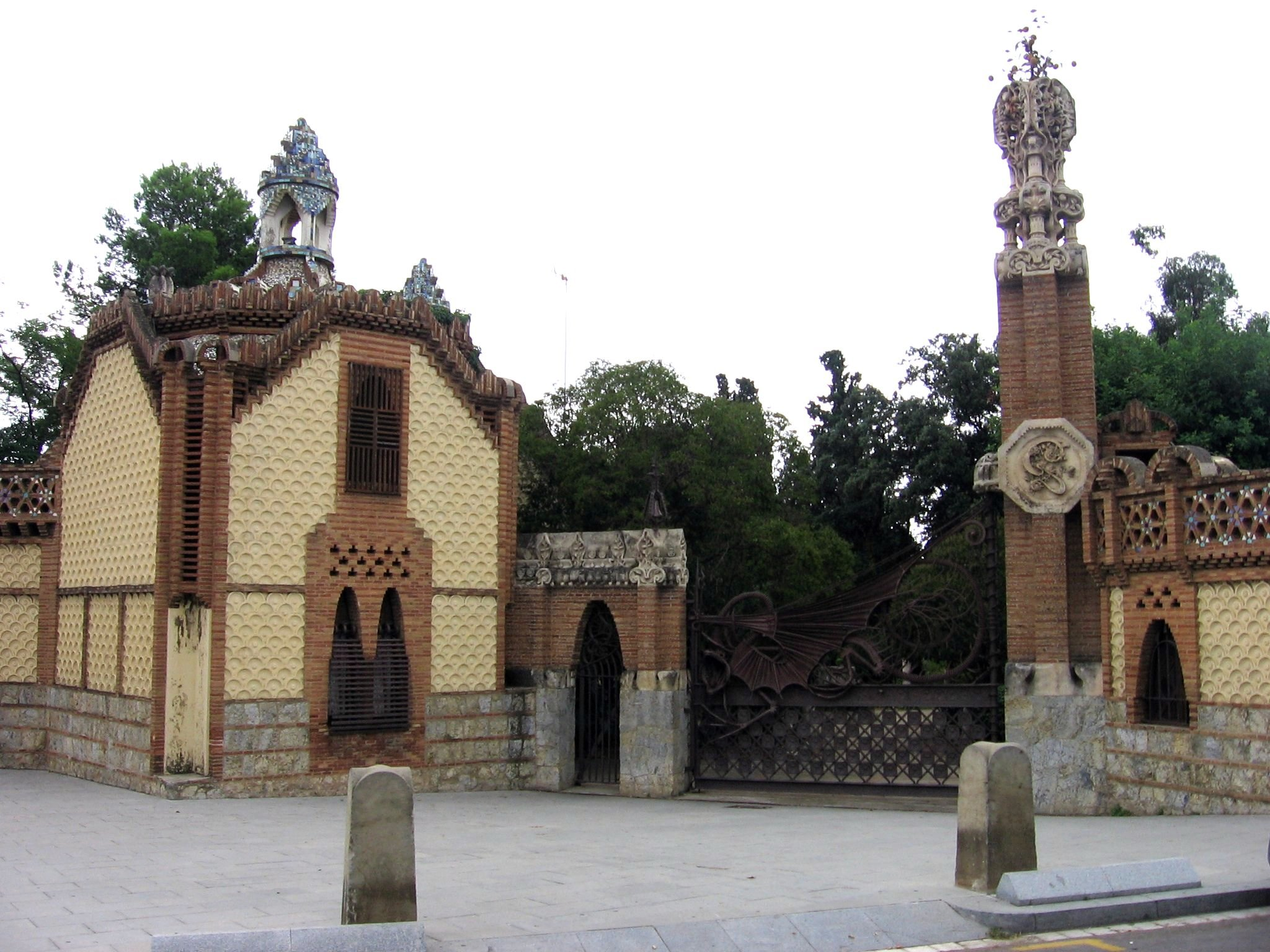
Pavilhões Güell.

Os Pavilhões Güell são um conjunto de edificações situados no bairro de Pedralbes, em Barcelona, obra do arquiteto modernista catalão Antoni Gaudí, construídos entre 1884 e 1887. Em 1969, foram nomeados Monumento Histórico Artístico de Espanha.

## História e descrição
O empresário catalão Eusebi Güell possuía uma fazenda em Les Corts de Sarrià, na qual o arquiteto Joan Martorell, um dos mestres de Gaudí, havia construído um palacete de ar caribenho (demolido em 1919; em seu lugar foi construído o Palácio Real de Pedralbes). Güell encomendou a remodelação do palacete e a construção do muro exterior e dos pavilhões da portaria a Gaudí, com quem mantinha uma frutuosa relação pessoal e profissional desde 1878, quando ficara impressionado com o seu talento ao ver desenhos arquiteturais realizados por este na Exposição Universal desse ano em Paris. O conde foi o principal mecenas de Gaudí ao longo da sua carreira, encomendando-lhe várias das suas obras mais conhecidas, como o Palácio Güell, o Parque Güell e a Cripta da Colónia Güell.

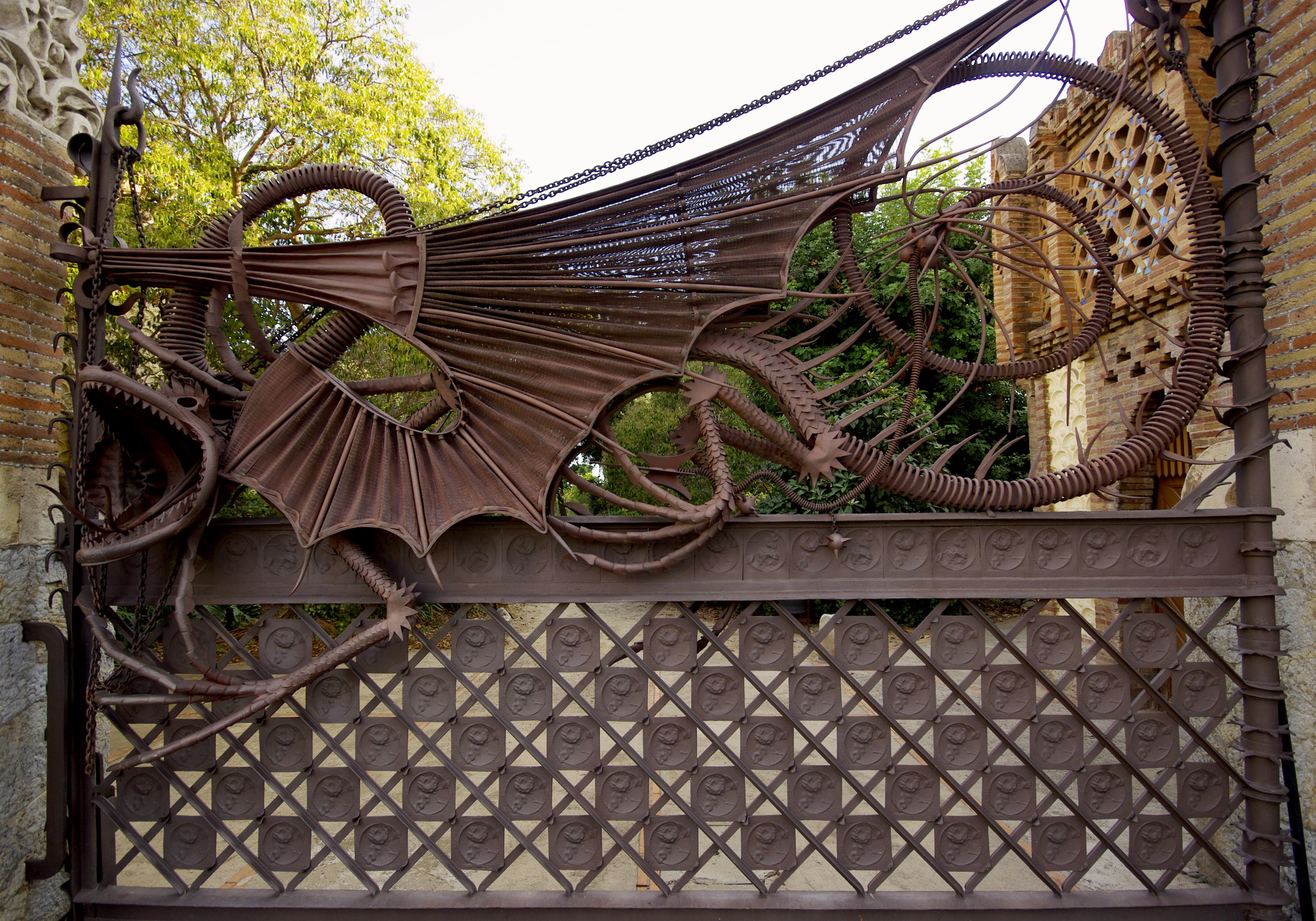
Portão de entrada.

Gaudí realizou um projeto de ar oriental, que faz lembrar a arte mudéjar. Realizado com alvenaria de pedra com várias portas, o muro exterior destaca-se pela entrada principal com um portão de ferro forjado em forma de dragão com olhos de vidro, obra de Joan Oñós, que representa Ladão, o dragão que guardava o Jardim das Hespérides, vencido por Hércules no seu undécimo trabalho - episódio narrado por Jacint Verdaguer no seu poema La Atlántida, dedicado a Antonio López y López, primeiro marquês de Comillas, que era sogro de Güell. No topo de uma coluna ao lado do portão existe uma macieira feita de antimónio, também alusiva ao Jardim das Hespérides. A forma do dragão corresponde à posição das estrelas da constelação da Serpente, na qual Ládon foi transformado como castigo pelo roubo dos pomos de ouro.
As outras três entradas da fazenda perderam a sua utilidade com a criação da Avenida Diagonal; uma delas mantém-se ainda assim na sua localização original, junto ao cemitério de Les Corts, embora o seu portão de ferro forjado tenha sido transladado para a Casa-Museu Gaudí; outra foi restaurada em 1982 pela Universidade de Barcelona e situada junto ao Instituto de Geologia Francesc Almera; a terceira foi demolida para permitir a construção do edifício da Faculdade de Farmácia, tendo sido reconstruida junto ao mesmo em 1957.

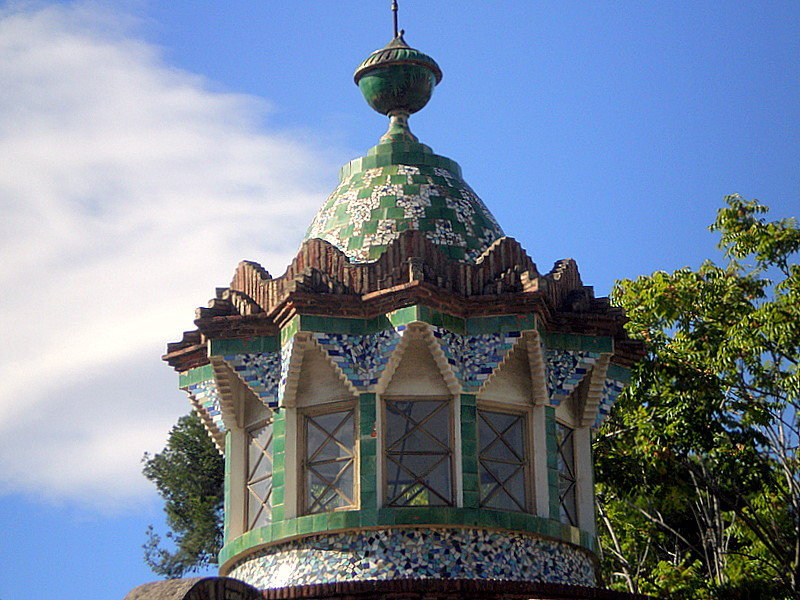
Lanterna do picadeiro.

Os pavilhões são compostos por uma cavalariça, um picadeiro e os edifícios da portaria. A cavalariça possui planta retangular e uma abóbada catalã parabólica; o picadeiro possui planta quadrada e uma cúpula de perfil hiperboloidal, rematada por uma lanterna; a portaria consiste de três pequenos edifícios, o maior de planta poligonal e cúpula hiperbólica, e os dois menores de formato cúbico. Os três são rematados por chaminés de ventilação cobertas com cerâmica. A base dos pavilhões é de pedra, mas as paredes, os arcos e as abóbadas são de tijolo à vista de diversas tonalidades entre o amarelo e o vermelho - embora em algumas secções tenham também sido utilizadas peças pré-fabricadas de betão - e recobertos com cerâmica multicolorida.
Gaudí também se encarregou parcialmente do desenho dos jardins da fazenda, construindo duas fontes e uma pérgula, e plantando diversos tipos de plantas e árvores (pinheiros, eucaliptos, palmeras, ciprestes e magnólias). Atualmente subsiste a Fonte de Hércules, localizada junto ao Palácio Real de Pedralbes e restaurada em 1983, contendo um busto do herói da mitologia grega sobre uma coluna, o escudo da Catalunha e um cano com a forma de um dragão chinês.

Entre 1968 e 2008, os Pavilhões Güell foram a sede da Real Cátedra Gaudí, pertencente à Universidade Politécnica da Catalunha, e nos seus terrenos localiza-se o jardim botânico da Faculdade de Biologia.